# ایون (داکوتای جنوبی)
ایون(به انگلیسی: Avon) شهری در ایالت داکوتای جنوبی کشور ایالات متحده آمریکا است که جمعیت آن در سرشماری سال ۲۰۱۰ میلادی، ۵۹۰ نفر بوده‌است.